# 乌克兰维兹航空
乌克兰维兹航空（烏克蘭語：Товариство з обмеженою відповідальністю „Авіалінії Візз Ейр Україна”）是一家乌克兰廉价航空公司，以基辅国际机场和利沃夫国际机场为主要运营基地。该航空公司原为匈牙利维兹航空的分公司，于2015年4月20日停止运营。

## 历史
乌克兰维兹航空于2008年7月11日开始运营乌克兰境内的国内航班，此后逐渐开始拓展国际航班业务。在其国际航班业务兴起后，乌克兰维兹航空便不再继续运营国内航班。
2013年10月，乌克兰维兹航空开始以顿涅茨克国际机场作为其第二个运营基地，由1架飞机运营6条新航线，不过遗憾的是，顿涅茨克由于2014年4月开始的乌克兰危机而被迫暂停作为其运营基地。
2015年3月26日，乌克兰维兹航空宣布由于乌克兰危机将于2015年4月20日結業。8条从基辅始发的航线，其中半数飞往德国，将继续由其母公司——匈牙利维兹航空来运营。而余下的从基辅和利沃夫飞往意大利航、西班牙、俄罗斯和格鲁吉亚的航线则完全暂停运营。乌克兰维兹航空全部两架飞机——空中客车 A320-200交由匈牙利维兹航空接管。其中一架继续留在基辅，另一架则被安排到了斯洛伐克科希策国际机场。

## 航点
在结束运营前，乌克兰维兹航空运营自基辅和利沃夫出发的共18条飞往不同国家的国际航线，主要航点位于德国和意大利。

### 亚洲
塞浦路斯
- 拉纳卡 - 拉纳卡国际机场

### 欧洲
德国
- 科隆/波恩 - 科隆/波恩机场
- 多特蒙德 - 多特蒙德机场
- 吕贝克 - 吕贝克机场
- 梅明根 - 梅明根机场

意大利
- 贝加莫 - 卡拉瓦乔二世国际机场
- 那不勒斯 - 那不勒斯国际机场
- 威尼斯 - 特雷维索机场

波兰
- 卡托维兹 - 卡托维兹国际机场

俄罗斯
- 莫斯科 - 伏努科沃国际机场

西班牙
- 赫罗纳 - 赫罗纳－布拉瓦海岸机场
- 瓦伦西亚 - 瓦伦西亚机场（季节性[6]）

乌克兰
- 基辅 - 基辅国际机场（枢纽机场）
- 利沃夫 - 利沃夫国际机场（重点机场）

格鲁吉亚
- 库塔伊西 - 库塔伊西国际机场

## 机队

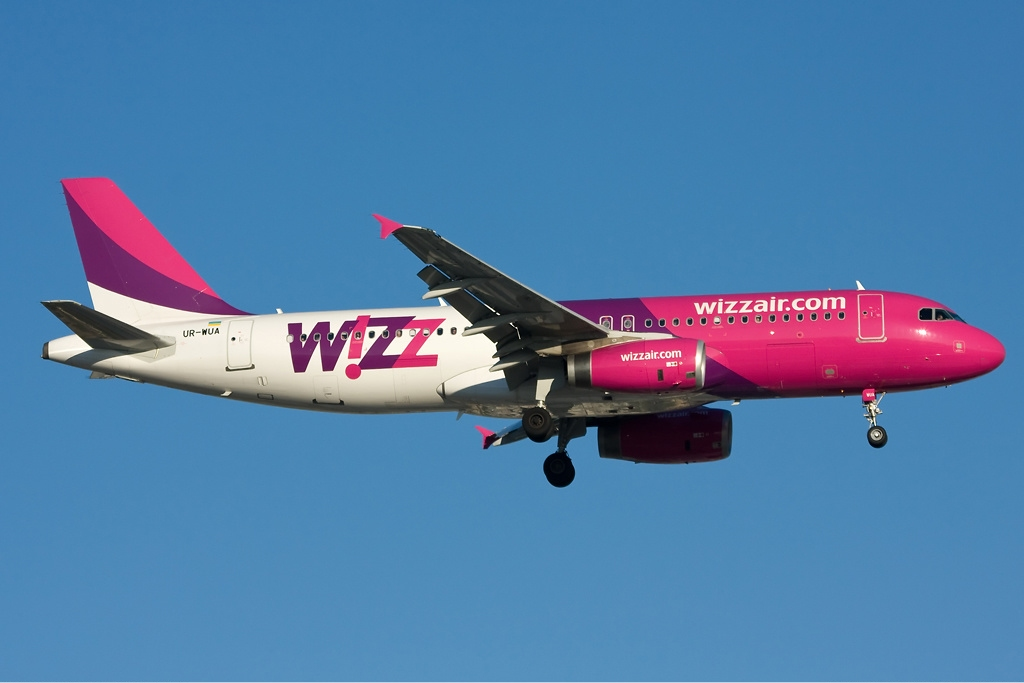
乌克兰维兹航空空中客车 A320-200

截止2015年4月，乌克兰维兹航空的机队组成情况如下：
| 机型              | 服役中 | 预定中 | 总数 | 载客数 |
| ----------------- | ------ | ------ | ---- | ------ |
| 空中客车 A320-200 | 2      | -      | 2    | 180    |

## 參见
- 维兹航空